# Aquí en vivo
Aquí en vivo fue un programa de televisión chileno, emitido por Mega entre 1994 y 2013. El programa consistía en reportajes periodísticos sobre distintos temas, con especial enfoque en problemáticas sociales y casos policiales, y era conocido por su uso de cámaras ocultas.
Comenzó a ser emitido en formato diario el 8 de noviembre de 1994 antes del noticiero central Meganoticias, para convertirse en 1998 en un programa independiente transmitido una vez por semana en horario estelar. Fue presentado por Santiago del Campo (1994-1999), Claudio Espejo (1999-2003), Ximena Planella (2006-2010) y Rafael Cavada (2011-2013). Su principal competidor fue el programa En la mira de Chilevisión.